# Coppa del mondo di ciclismo su strada 2003
La Coppa del mondo di ciclismo su strada 2003 fu la quindicesima edizione della competizione internazionale della Unione Ciclistica Internazionale. Composta da dieci eventi, si tenne tra il 22 marzo ed il 18 ottobre 2003. Venne vinta dall'italiano della Quick Step-Davitamon Paolo Bettini.

## Calendario
| Data       | Evento                           | Vincitore           | Squadra              | Leader della Cl. mondiale |
| ---------- | -------------------------------- | ------------------- | -------------------- | ------------------------- |
| 22 marzo   | Milano-Sanremo (2003)            | Paolo Bettini       | Quick Step-Davitamon | Paolo Bettini             |
| 6 aprile   | Giro delle Fiandre (2003)        | Peter Van Petegem   | Lotto-Domo           | Peter Van Petegem         |
| 13 aprile  | Paris-Roubaix (2003)             | Peter Van Petegem   | Lotto-Domo           | Peter Van Petegem         |
| 20 aprile  | Amstel Gold Race (2003)          | Aleksandr Vinokurov | Team Telekom         | Peter Van Petegem         |
| 27 aprile  | Liegi-Bastogne-Liegi (2003)      | Tyler Hamilton      | Team CSC             | Peter Van Petegem         |
| 3 agosto   | HEW Cyclassics (2003)            | Paolo Bettini       | Quick Step-Davitamon | Paolo Bettini             |
| 9 agosto   | Classica di San Sebastián (2003) | Paolo Bettini       | Quick Step-Davitamon | Paolo Bettini             |
| 17 agosto  | Meisterschaft von Zürich (2003)  | Daniele Nardello    | Team Telekom         | Paolo Bettini             |
| 5 ottobre  | Paris-Tours (2003)               | Erik Zabel          | Team Telekom         | Paolo Bettini             |
| 18 ottobre | Giro di Lombardia (2003)         | Michele Bartoli     | Fassa Bortolo        | Paolo Bettini             |

## Classifiche
| Pos. | Corridore         | Squadra         | Punti |
| ---- | ----------------- | --------------- | ----- |
| 1    | Paolo Bettini     | Quick Step      | 365   |
| 2    | Michael Boogerd   | Rabobank        | 220   |
| 3    | Peter Van Petegem | Lotto-Domo      | 219   |
| 4    | Davide Rebellin   | Gerolsteiner    | 187   |
| 5    | Erik Zabel        | Telekom         | 186   |
| 6    | Danilo Di Luca    | Saeco           | 140   |
| 7    | Mirko Celestino   | Saeco           | 139   |
| 8    | Michele Bartoli   | Fassa Bortolo   | 124   |
| 9    | Daniele Nardello  | Telekom         | 124   |
| 10   | Stuart O'Grady    | Crédit Agricole | 124   |

| Pos. | Squadra                  | Punti |
| ---- | ------------------------ | ----- |
| 1    | Saeco Macchine per Caffè | 79    |
| 2    | Quick Step-Davitamon     | 72    |
| 3    | Alessio                  | 47    |
| 4    | Rabobank                 | 47    |
| 5    | Fassa Bortolo            | 45    |
| 6    | Team Telekom             | 30    |
| 7    | Lotto-Domo               | 26    |
| 8    | Cofidis                  | 23    |
| 9    | Gerolsteiner             | 21    |
| 10   | Lampre-Daikin            | 19    |